# Camponotini
Camponotini is een geslachtengroep met meerdere mierengeslachten uit de onderfamilie van de schubmieren (Formicinae).

## Geslachten
- Calomyrmex Emery, 1895
- Camponotus Mayr, 1861
- †Chimaeromyrma Dlussky, 1988
- Colobopsis Mayr, 1861
- Dinomyrmex Ashmead, 1905
- Echinopla Smith, 1857
- Forelophilus Kutter, 1931
- Opisthopsis Dalla Torre, 1893
- Overbeckia Viehmeyer, 1916
- Phasmomyrmex Stitz, 1910
- Polyrhachis Smith, 1857
- †Pseudocamponotus Carpenter, 1930